# سامی الشیشینی
سامی الشیشینی (عربی: سامي الشيشيني؛ زادهٔ ۲۳ ژانویهٔ ۱۹۷۲) یک بازیکن فوتبال اهل مصر است.

## باشگاهی
از باشگاه‌هایی که در آن بازی کرده‌است می‌توان به باشگاه ورزشی زمالک، باشگاه ورزشی الکویت، اشاره کرد.

## تیم ملی
وی همچنین در تیم ملی فوتبال مصر بازی کرده است.